# أورنجفيل (أونتاريو)
أورنجفيل، أونتاريو (بالإنجليزية: Orangeville)‏ هي مدينة كندية تقع في مقاطعة أونتاريو. تبلغ مساحة هذه المدينة 15.5699 (كم²)، ويبلغ عدد سكانها 26925 نسمة حسب إحصاء سنة 2006 م، بينما كان يسكنها 25248 نسمة في سنة 2001 م. تحتل هذه المدينة المرتبة رقم 148 بين مدن كندا حسب عدد السكان والمرتبة رقم 59 في المقاطعة. نما عدد السكان في هذه المدينة بنسبة (6.6) بين العامين المذكورين.

## أعلام
- جورج كامبل
- بين تومسون
- برودي ميريل
- روبرتسون ديفيز
- كلير والاس
- والتر لويس

## وصلات خارجية
- الأطلس الحكومي لكندا
- إحصاءات كندا مع ساعة تعداد السكان